# Slobodan Prosperov Novak

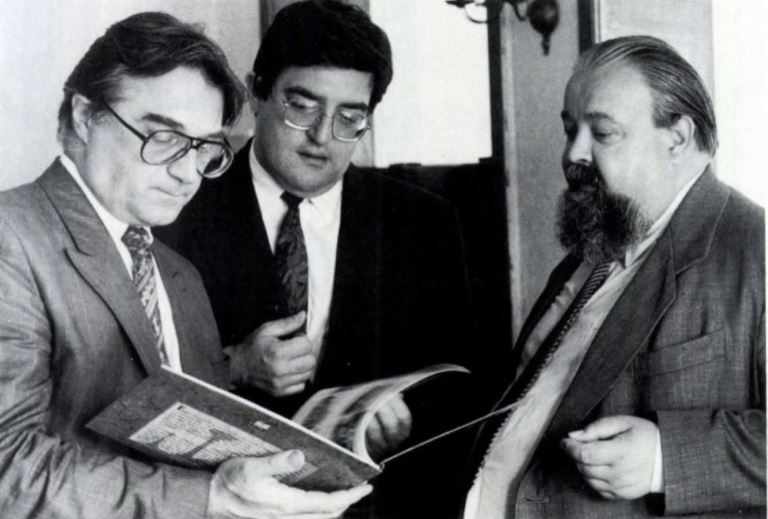
Historiker Darko Bekić, Slobodan Prosperov Novak (Mitte) und Schriftsteller Vujicsics Sztoján (1991)

Slobodan Prosperov Novak (* 11. April 1951 in Belgrad) ist ein kroatischer Literaturhistoriker, Komparatistiker, Journalist und Theaterwissenschaftler.

## Leben
Prosperov Novak studierte ab 1973 Komparatistik an der philosophischen Fakultät der Universität Zagreb und promovierte 1978. Er arbeitete als Journalist für Vjesnik u srijedu. 1988 wurde er ordentlicher Professor an seiner alma mater und unterrichtete slawische Philologie an der Universität Rom (1981–1984) und Südslawistik an der Yale University. Von 1990 bis 1992 war er Berater des Kulturministers, sowie Herausgeber der ersten 39 Ausgaben des Magazins Vijenac, sowie von Lettre internationale und Cicero und mehrere Jahre Redakteur des zweisprachigen Magazins Most/The Bridge. Als Präsident des kroatischen PEN organisierte er den 59. Weltkongress des PEN in Dubrovnik im Jahr 1993 und gründete 1998 das Mittelmeerinstitut Grga Novak in Hvar. Prosperov Novak unterrichtete Kroatische Literatur an der Universität Split und Literatur an der Akademie für Darstellende Kunst an der Universität Zagreb.